# 美臻集團
美臻集團控股有限公司，簡稱美臻集團控股和美臻集團（英語：Sterling Group Holdings Limited，港交所：1825），在1993年，由蕭志威和蔡少偉，於總部香港成立，名為「Sterling Apparel Limited」（前身為「Sterling Possessions (H.K.) Limited」和「Cashe Investments Limited」），業務在全球經營生產、設計和銷售梭織服裝，行政總裁為王美慧。
廠房位於中國內地和斯里蘭卡。
股份在2018年10月19日於港交所主板上市。發行招股定價為0.4至0.44港元，發行新股為2.28億股，集資額為5440萬港元，用作擴展及翻新位於斯里蘭卡及中國的生產廠房、償付收購3間工廠的未償還銀行借款、收購生產設施、升級資訊科技系統和作一般營運資金。

## 連結
- sterlingapparel.com.hk （页面存档备份，存于）